# Parc des sports de Marville
Pour les articles homonymes, voir Marville.
Le Parc départemental des sports de Marville, anciennement Parc interdépartemental des sports de Marville, est un complexe omnisports situé à cheval entre les communes de La Courneuve et de Saint-Denis. Il comprend notamment un centre aquatique et un stade d'environ 10 000 places ainsi que divers terrains d'entraînement, en lisière du parc Georges-Valbon.

## Histoire

### Histoire du site
Vers le XIIIe siècle, l'abbaye royale de Saint-Denis déploie trois manoirs : Merville, La Courtille et Chantourtrelle. Ces manoirs sont des lieux de résidence mais aussi des exploitations agricoles alimentées par l'eau du Rouillon et de la Vieille Mer. Le bâtiment principal de Chantourtrelle se situe au niveau de la piscine contemporaine municipale. En 1399, le domaine de Merville est décrit avec un hôtel entouré de fossés, une surface de 144 hectares, « un colombier, un bois de 16 arpents, des jardins avec arbres fruitiers, 360 arpents de terres labourables ».
Attesté depuis au moins 1239, Chantourtrelle est détruit lors des combats de la guerre franco-allemande de 1870,.
Après la mise en service du canal Saint-Denis et l'arrivée du chemin de fer, la banlieue nord s'industrialise durant la seconde partie du XIXe siècle. Aux abords des futurs parcs, c'est le cas de l'actuel quartier des Trois-Rivières à Stains : les cultures maraîchères et le moulin de Romaincourt cèdent la place à l'industrie chimique.
La société sportive d'encouragement à l'élevage du cheval en France (SSE) confie à l'architecte André Raimbert et son associé Jean Papet l'aménagement du champ de courses. Fondée en 1887, la SSE, qui exploite plusieurs hippodromes dans l'ouest parisien, ne souhaite pas rester en position de locataire à Saint-Ouen et décide de créer un nouvel hippodrome dans le nord parisien en rachetant 41 hectares par quatorze transactions conclues entre 1907 et 1909 dans les lieux-dits des Basses-Noëlles à Saint-Denis et de la fontaine Saint-Julien et du Moulin Fayvon à La Courneuve pour former l'emprise du parc des sports de Marville. La création comprend en outre la tribune du public (d'une longueur de 100 mètres), la tribune d'honneur, une tribune des propriétaires (d'une longueur de 30 mètres, disparue) et divers bâtiments annexes,. 

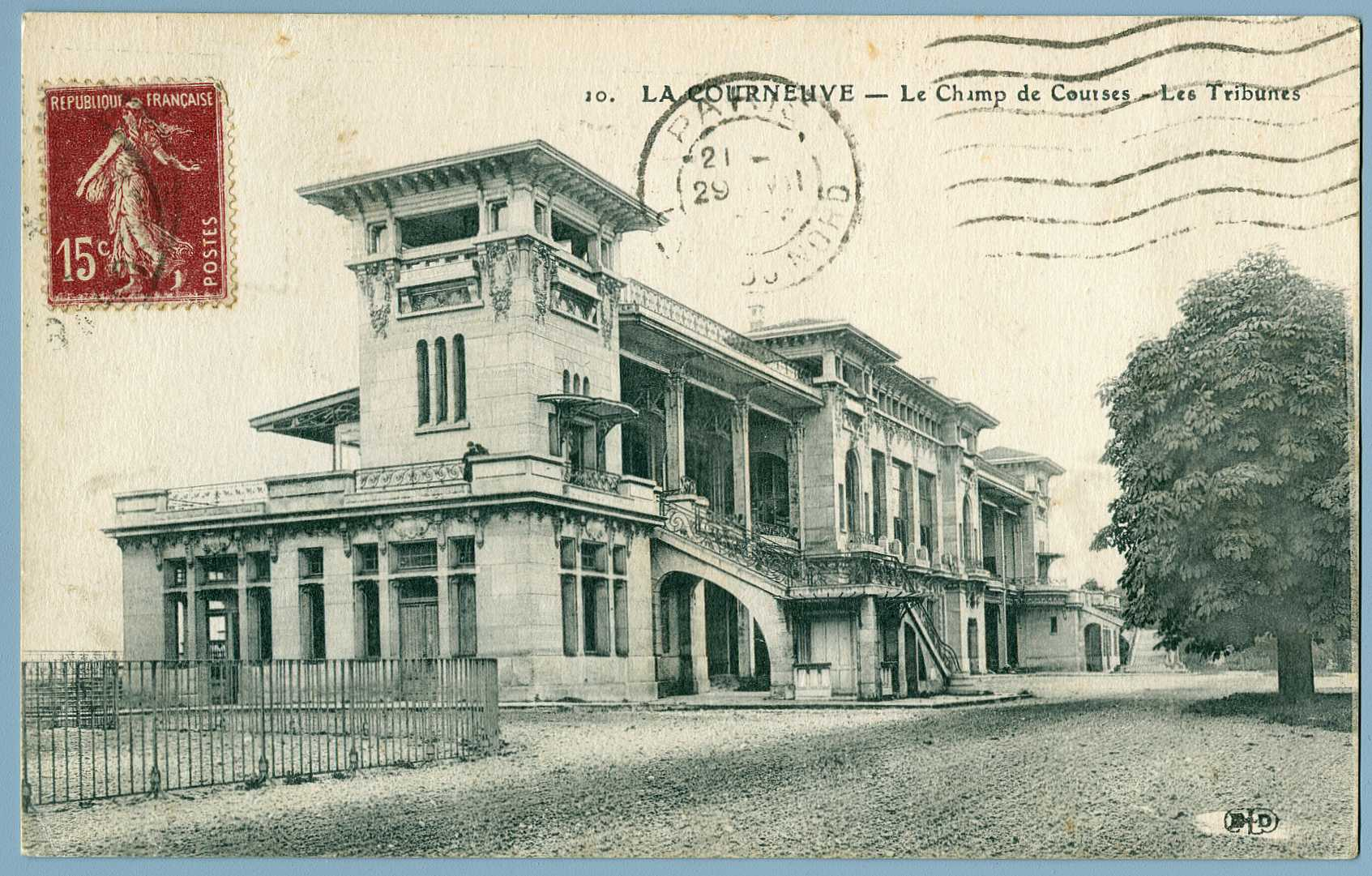
Les tribunes de l'hippodrome, dans les années 1910.

Après sa désignation en juin 1921 pour accueillir les Jeux olympiques de 1924, Paris tarde à décider du lieu d'implantation principal des compétitions olympiques. Dirigée par Jefferson Davis Cohn, la Société du parc des sports de La Courneuve propose le site de Marville pour y édifier « un stade athlétique de 50 000 places assises, un stade nautique, un stade de tennis et d'armes de combat ». Malgré l'appui d'Henry Paté, député de la Seine et membre du Comité olympique français et de Jean de Castellane, conseiller de Paris et président de la Fédération française de natation, c'est le site de Colombes qui est retenu.
Malgré ce revers, le site accueille dans les années 1920 plusieurs grands événements sportifs comme des courses de cross-country, la Fête de la gymnastique ou des matches de rugby, mais aucune course de chevaux. Le Greyhound Club de France décide en 1927 de reconvertir l'ancien hippodrome en cynodrome pour y organiser des courses de lévriers, anticipant une loi devant étendre à ces courses le pari mutuel urbain. L'architecte Henry Chazal adapte la piste pour y implanter un lièvre mécanique et clôture la piste, édifie un portail majestueux en béton armé, implante un restaurant sur pilotis à l'arrière de la tribune d'honneur et de nombreux mâts d'éclairage. Mais la loi tarde à être votée et c'est une autre association qui sera agréée (qui choisira le site de Courbevoie), si bien que Marville n'accueille que quelques courses de lévriers informelles et que le site est racheté dès 1927 par le Conseil général de la Seine,,.

### Le parc des sports
Dès 1930, le lieu est en effet remodelé en terrain omnisports par le Conseil général de la Seine. Ce nouveau centre sportif est inauguré en 1932.
Après la constitution du département la Seine-Saint-Denis, il est constitué en 1973 un  Syndicat interdépartemental des parcs des sports associant à parité Paris et le conseil départemental de la Seine-Saint-Denis. Il est alors l'est un des six stades interdépartementaux liant Paris aux départements limitrophes avec ceux du Parc de Puteaux, d'Antony, de Bobigny, de Choisy-le-Roi, du Tremblay à Champigny-sur-Marne. En septembre 2019, le département de la Seine-Saint-Denis reprend en gestion directe le parc des sports de Marville.

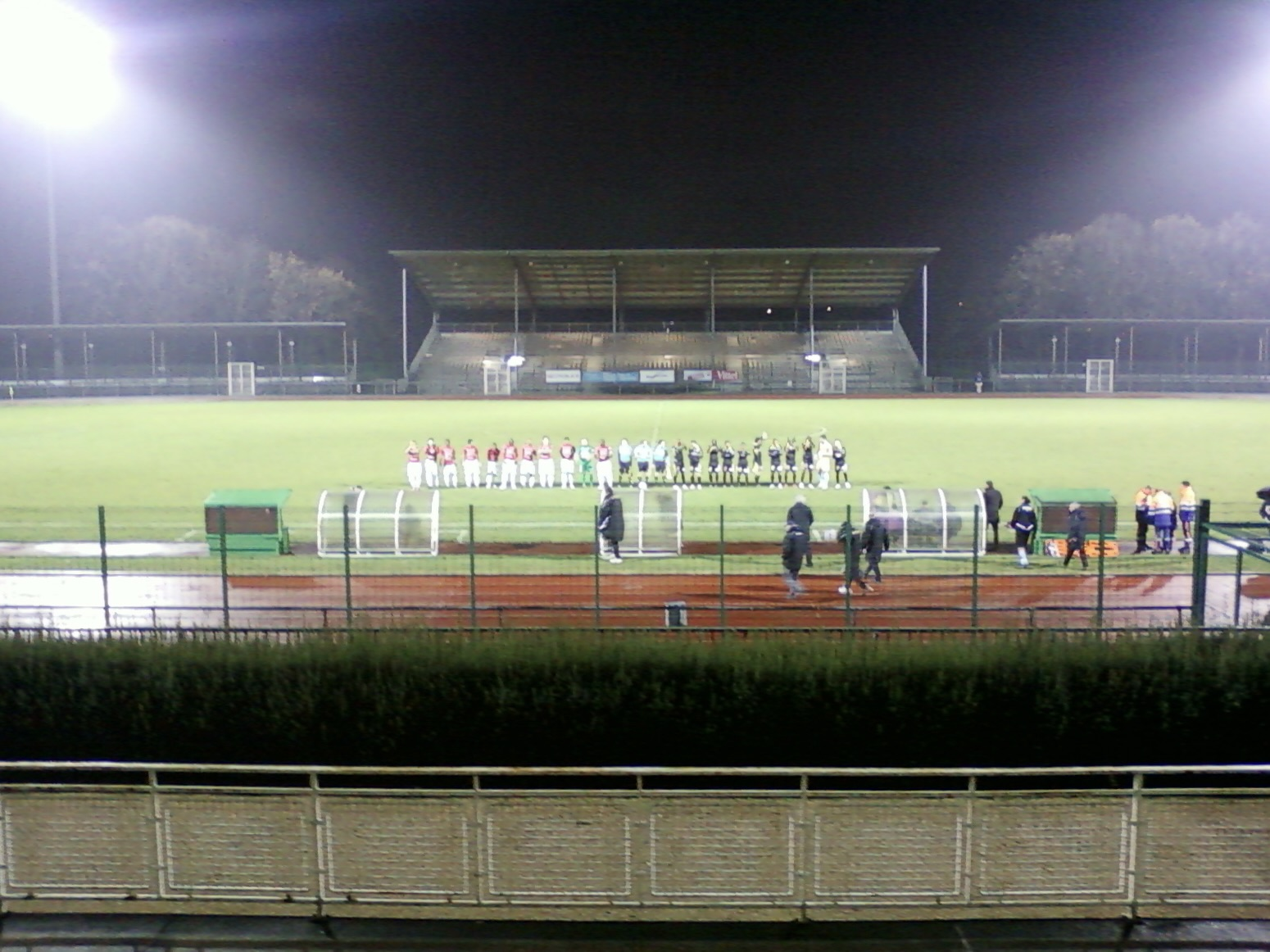
Présentation des équipes lors du match UJA Alfortville-AS Beauvais du 22 janvier 2011.

De 1960 à 1965 et également en 1971, la Fête de l'Humanité se déroule au parc des sports avant de rejoindre le parc Georges-Valbon pour plusieurs décennies.
De 1995 à 2015, Marville  est connu pour accueillir des matches événementiels de football. Alors aux normes pour la Ligue 2, Marville a surtout été utilisé par des clubs de région parisienne dont l'enceinte n'était pas conforme pour évoluer dans leur division. Le Red Star s'y est installé lors de ses matches à domicile de la saison de Division 2 1998-1999 en raison de la vétusté du stade Bauer. À partir de 2019, le club y installe son centre d'entraînement. Le Paris Football Club y a joué quelques matches lors de la saison 2005-2006 de CFA ainsi que trois matches lors de la saison de National 2006-2007 pendant les travaux du stade Déjerine.|
Lors de la saison 2010-2011, l'UJA Alfortville y joue ses matches de National à cause de la non-conformité du Parc interdépartemental des sports de Choisy-le-Roi, utilisé la saison précédente en CFA et des travaux non effectués au stade Nelson-Mandela de Sarcelles, un temps évoqué pour accueillir l'équipe val-de-marnaise. L'UJA ne remporte finalement aucun des douze matches à domicile disputés à Marville. En février 2011, l'UJA change de stade et emménage au stade Yves-du-Manoir à Colombes. Par la suite, la tribune d'honneur est fermée au public pour raisons de sécurité. Elle doit être rénovée à l'horizon 2026. Elle est mise en lumière dans l'édition 2024 du Loto du patrimoine.
L'enceinte du stade Marville a été utilisée pour les matches de Coupe d'Europe à domicile du Flash de La Courneuve. Entre 2001 et 2006, le stade a accueilli quatre finales du Casque de Diamant (Championnat de France de Football américain de première division). Le Flash exprime en 2015 son souhait de s'y implanter, mais c'est le Red Star qui est choisi pour y implanter son centre de formation.
De 2009 jusque vers 2015, le XV Parlementaire y dispute toutes ses rencontres officielles, c'est sur cette pelouse que l'équipe de rugby de l'Assemblée nationale et du Sénat rencontre toutes les équipes parlementaires de rugby, comme l'Angleterre, l'Irlande, l'Australie,,.
Depuis 2020, une partie du complexe sert de centre de formation et d'entrainement au club de football du Red Star. Ce dernier a engagé en 2021 des travaux de modernisation du site en partenariat avec le département de la Seine-Saint-Denis et de la région Île-de-France. Depuis 2020, le parc accueille un complexe privé dédié au foot à 5 et au padel.
En 2024, les terrains adjacents à la nouvelle piscine accueillent des terrains de rugby pour les entraînements du tournoi olympique de rugby à sept,.
Après les Jeux olympiques de 2024, le site doit récupérer un streetpark de skateboard d’environ 2 000 m2 utilisé place de la Concorde pendant les épreuves olympiques,. Le sable des terrains de beach-volley du Champ-de-Mars a été réutilisé en 2025 pour les terrains de Marville.

## Piscines
Ouverte en 1975 et fermée en mars 2024, une première piscine comprenait un bassin intérieur de 25 mètres, un bassin extérieur de 50 mètres et une fosse à plongeon de 4,8 mètres. Le site doit être reconverti, possiblement en centre culturel. La réalisation de cette première piscine avait été retardée dans les années 1950 et il avait installé vers 1955 un bassin-école de natation préfabriqué non couvert, réalisé par la Société d’Études de Spécialités.
Peu avant les Jeux olympiques de 2024, le site reçoit une piscine de water-polo conçue pour l'entraînement des équipes olympiques, puis à la population à compter de la fin de l'été 2024. S'y adjoindre un bassin annexe, un jardin d'éveil aquatique, un bassin nordique, un bassin estival, ainsi qu'un solarium végétal, ainsi que des espaces bien-être et fitness. La piscine Annette-Kellermann est inaugurée officiellement en février 2024 pour une ouverture au grand public après les JOP, en septembre 2024.

## Grands événements

### Coupe de France de football
Utilisé comme solution de repli pour des équipes devant organiser un match dans l'urgence, l'enceinte courneuvienne a notamment accueilli :
- Le 1/8 de finale de Coupe de France 1999-2000 Red Star - Lyon (1-2)[18].
- La demi-finale de Coupe de la Ligue 1999-2000 Red Star - FC Gueugnon (2-2, 8-9 aux tirs au but)[18].
- Le 1/32 de finale de Coupe de France 2005-2006 JA Drancy - FC Metz (0-4).
- Le 1/8 de finale de Coupe de France 2010-2011 JA Drancy - OGC Nice (0-1).

### Football américain
Quatre finales du Casque de Diamant (Championnat de France de Football américain de première division).

## Accès
La piscine est desservie par les bus 150 et 250, le tramway T1 à la station Six-Routes (à distance), en attendant à horizon 2026 l'ouverture de la station Six-Routes de la ligne 16 du métro.

## Galerie photo

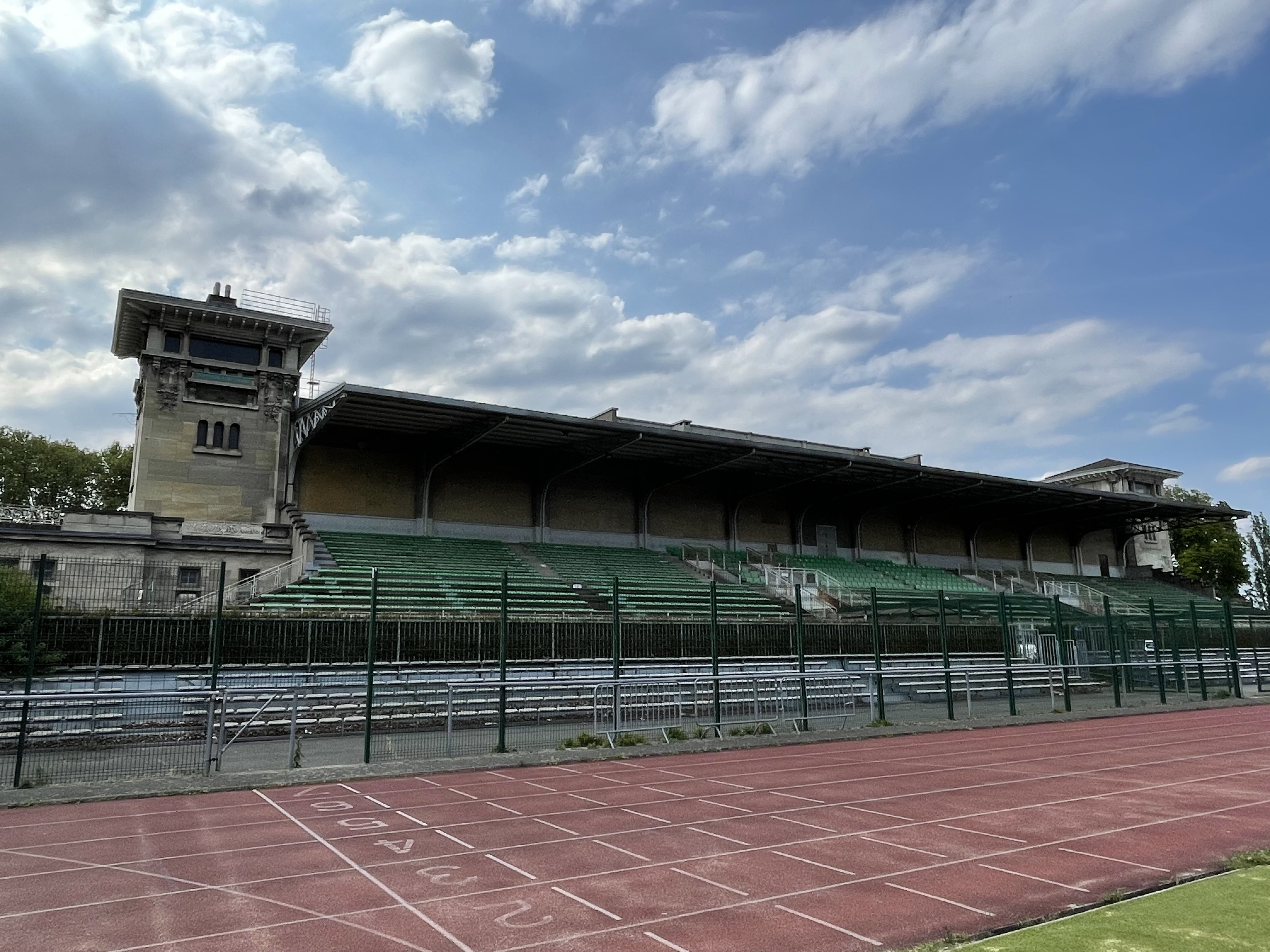
La tribune principale du stade.
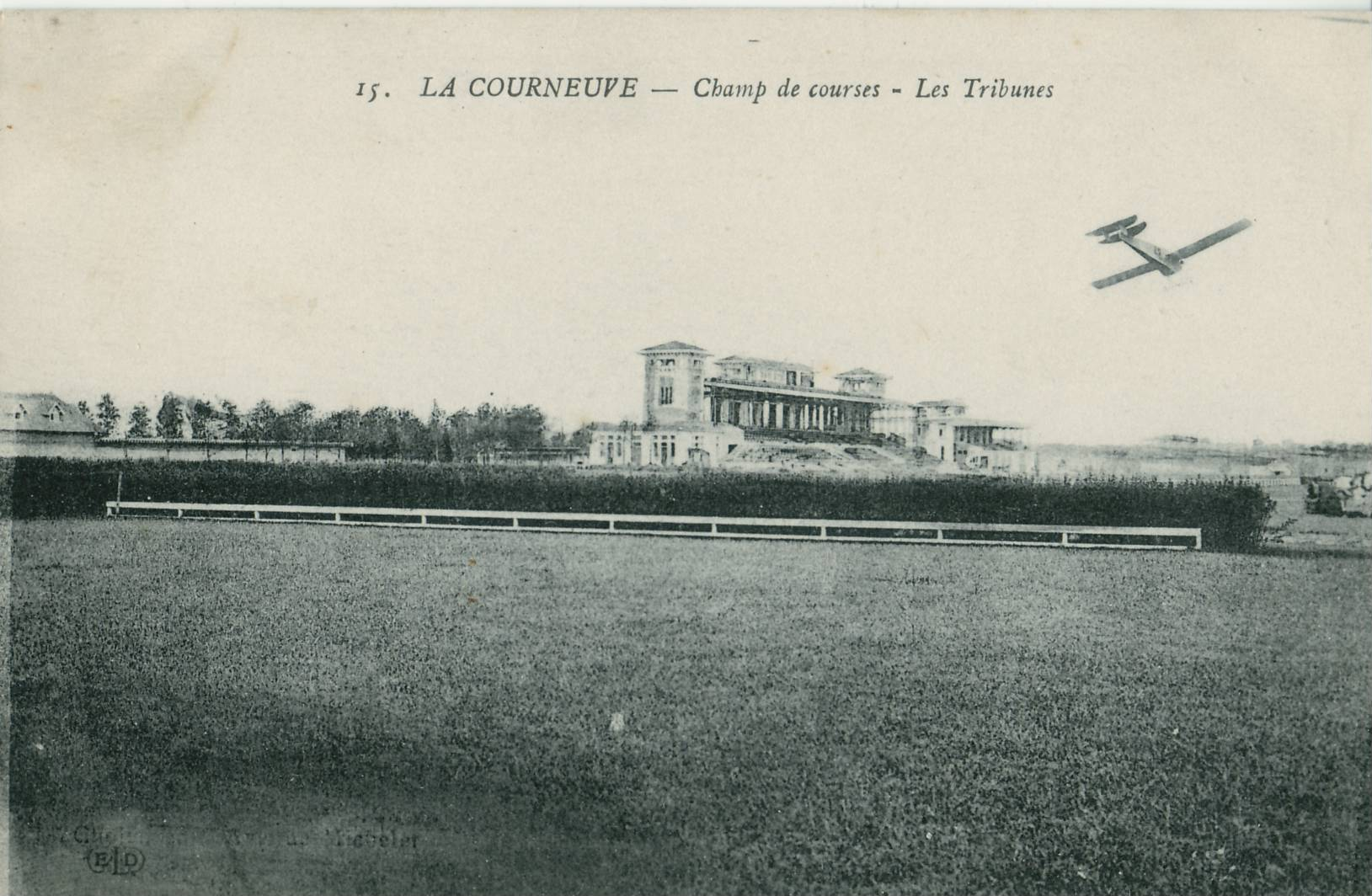
Le champ de courses et la tribune d'honneur dans les années 1920.
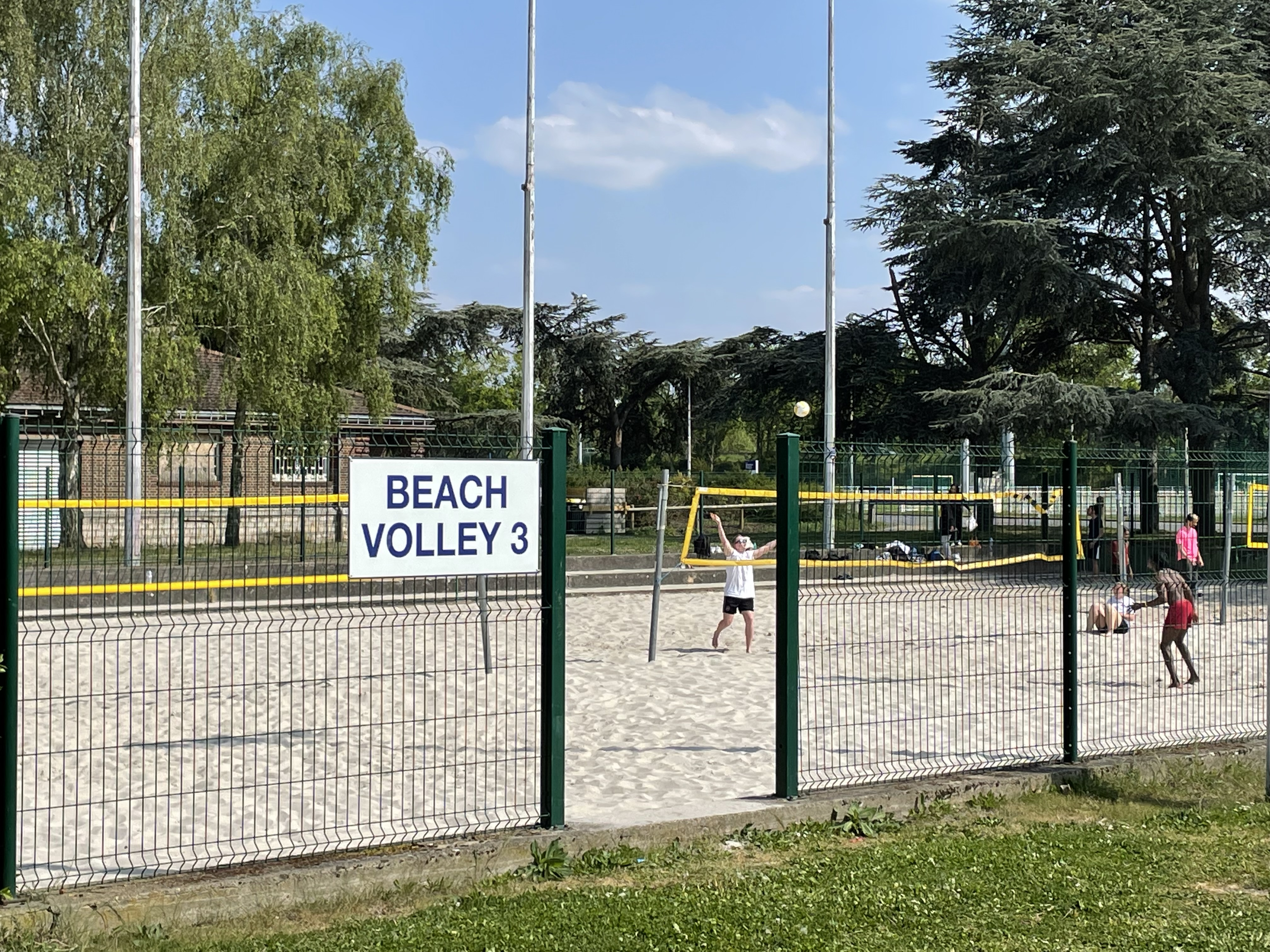
Terrain de beach-volley.
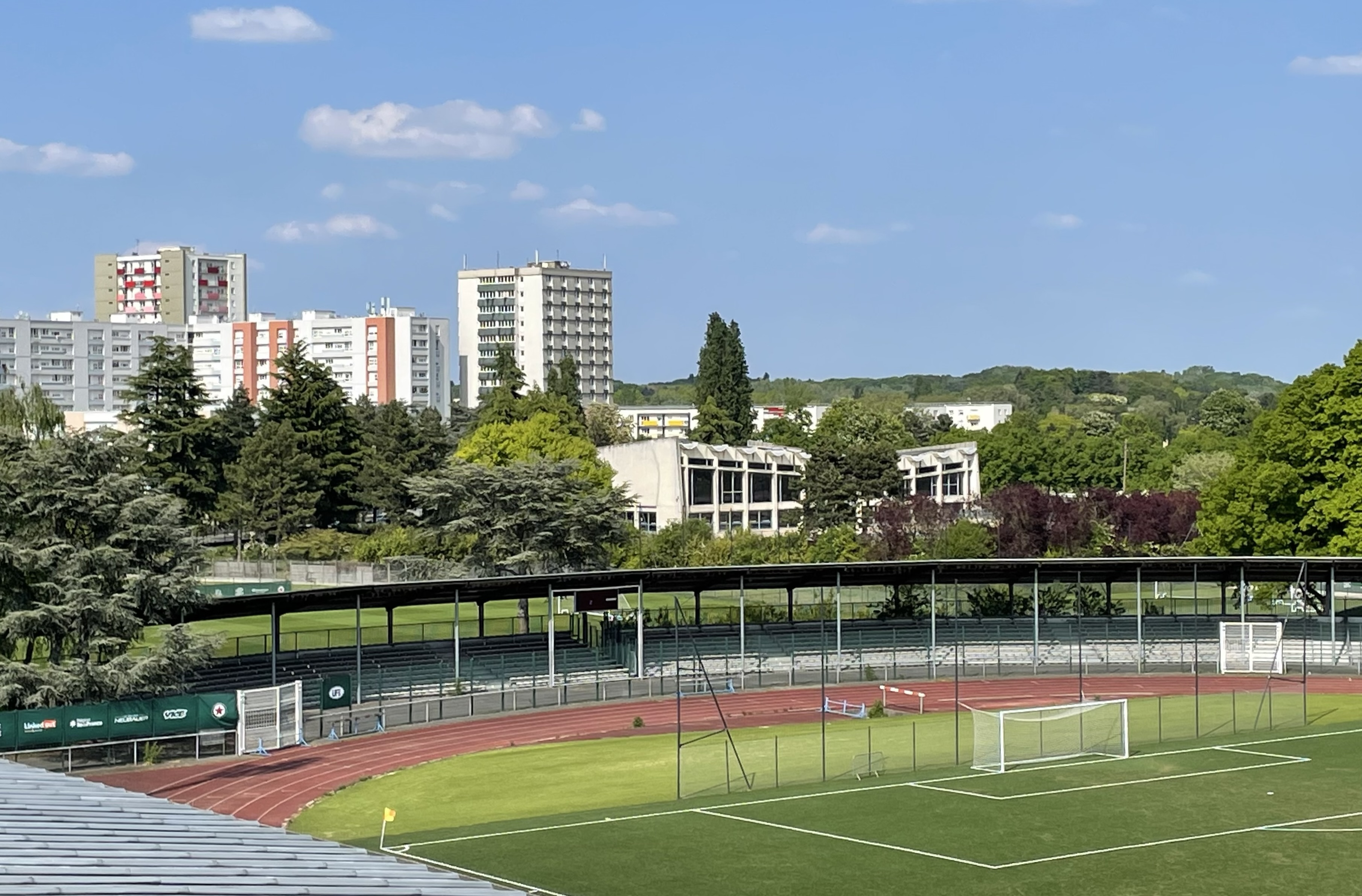
Le terrain de football d'honneur et l'ancienne piscine.
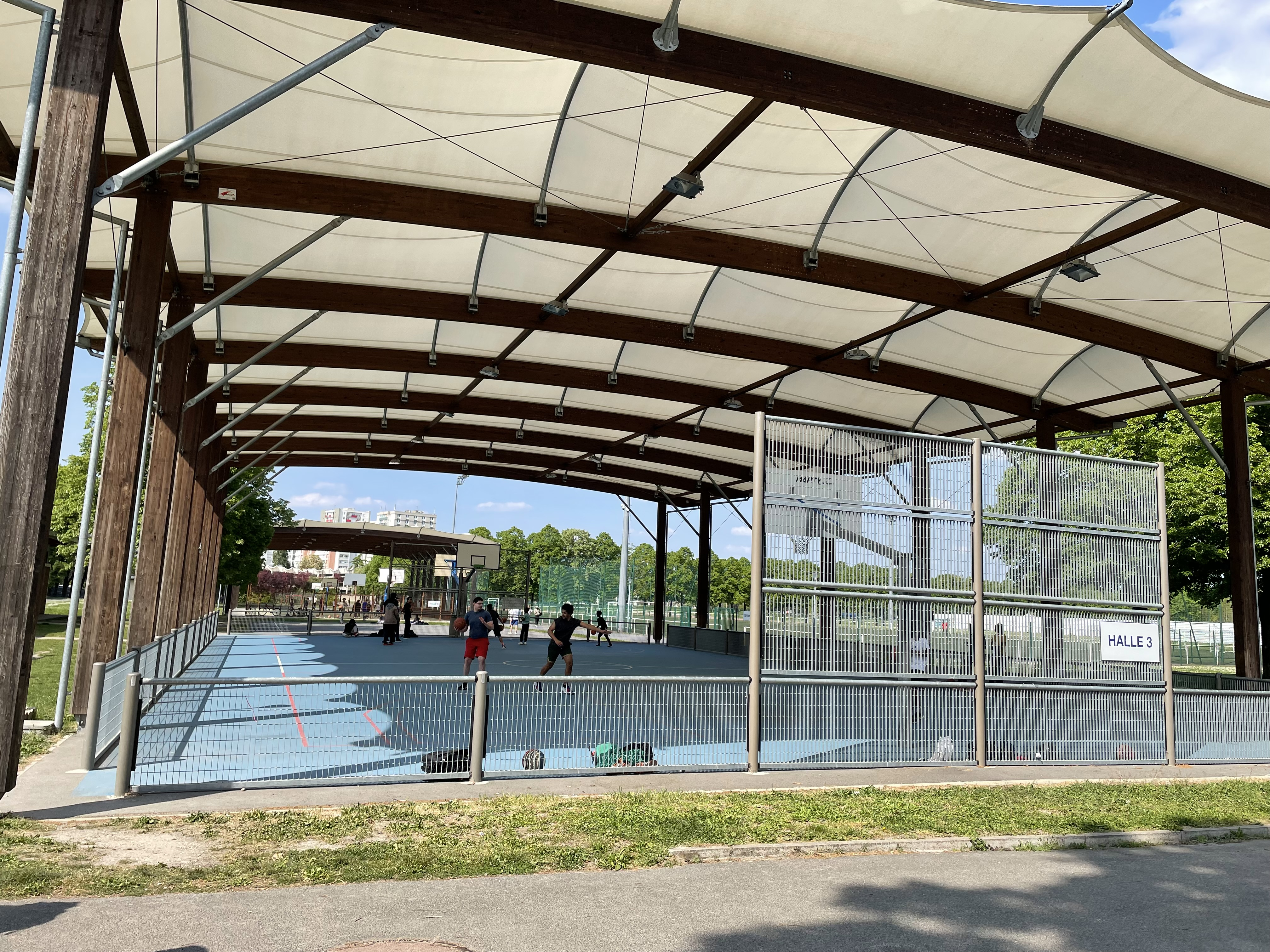
Terrain de basket-ball.
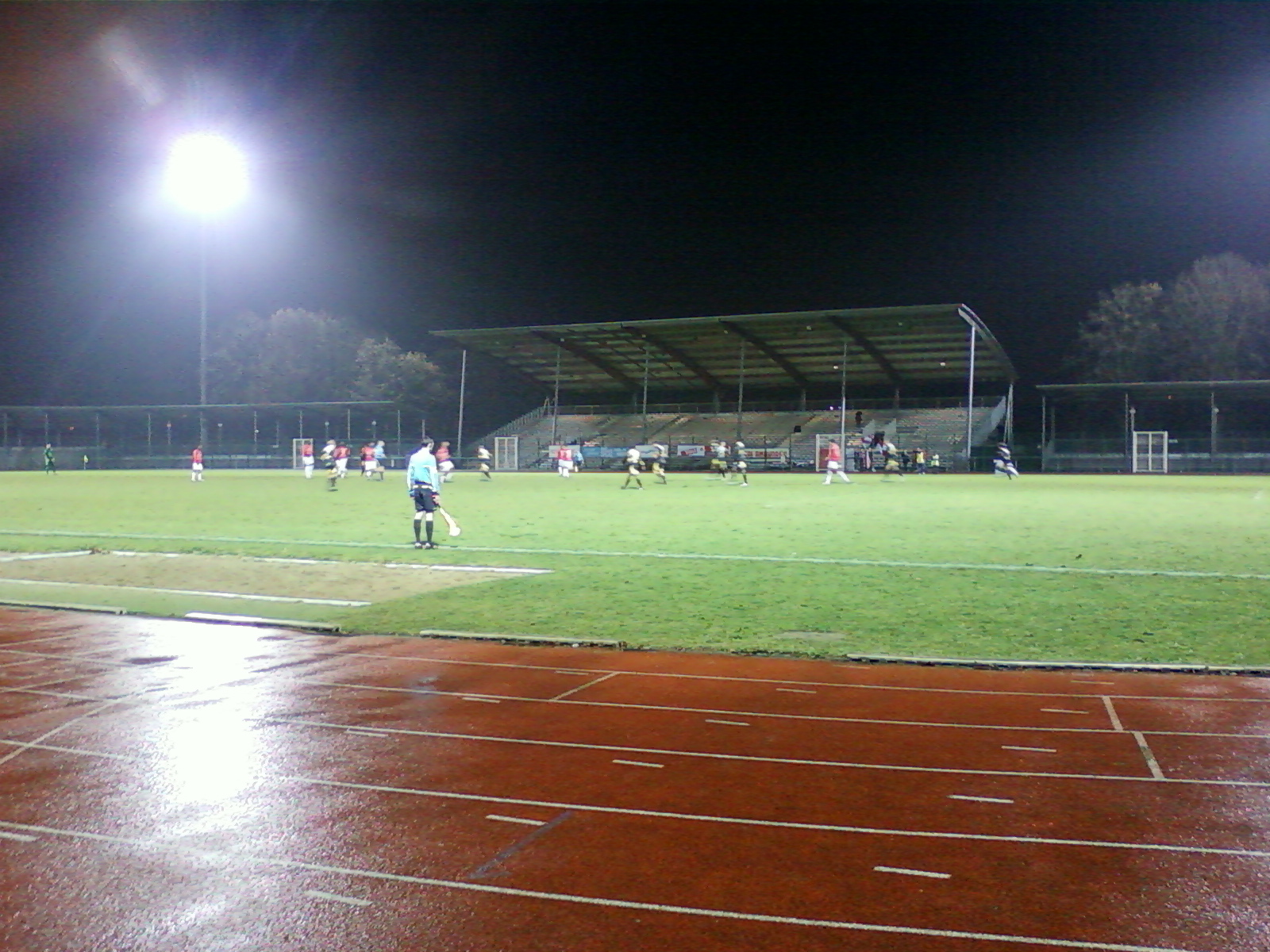
Vue d'ensemble du stade de football en 2011.